# Alexander Hoffmann (político)

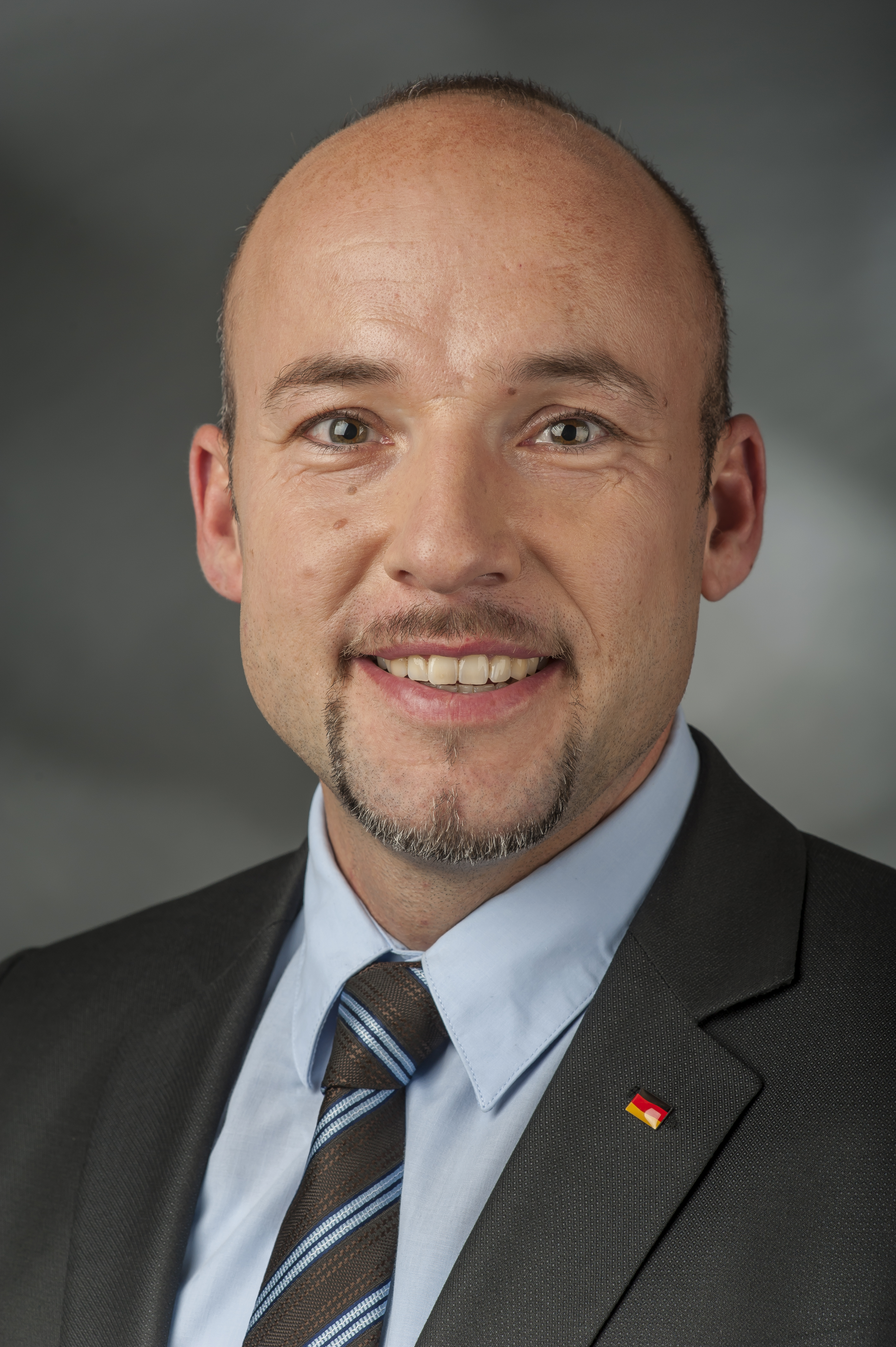
Imagem do político alemão Alexander Hoffmann.

Alexander Hoffmann (nascido em 6 de março de 1975) é um político alemão. Nasceu em Würzburg, Baviera, e representa a CDU. Alexander Hoffmann é membro do Bundestag do estado da Baviera desde 2013.

## Vida
Ele tornou-se membro do bundestag após as eleições federais alemãs de 2013. É membro da Comissão de Assuntos Jurídicos e Defesa do Consumidor.